# Reichenbachia appendiculata
Reichenbachia appendiculata är en skalbaggsart som beskrevs av Achille Raffray 1904. Reichenbachia appendiculata ingår i släktet Reichenbachia och familjen kortvingar. Utöver nominatformen finns också underarten R. a. appendiculata.